# 弘忍
弘忍（601年—675年），俗姓周，黄梅（今湖北省黃梅縣）人，為漢傳佛教禪宗五祖，唐代宗赐谥大满禅师。
去世的時間，有唐咸亨五年（674年），唐上元二年（675年）兩說，年七十四歲；故他應生於隋仁壽元年（601年）或隋仁壽二年（602年）。

## 生平
弘忍生于隋仁寿元年(601年)。七岁时，从四祖道信出家。十三岁，正式剃度为僧。他在道信门下，日间从事劳动，夜间静坐习禅。道信常以禅宗顿渐宗旨考验他，他触事解悟，尽得道信的禅法。永徽三年(651年)道信付法传衣给他。后道信圆寂，由弘忍继承法席，后世称他为禅宗五祖。因为四方来学的人日多，便在双峰山的东面冯茂山另建道场，名东山寺，时称他的禅学为東山法門或「黃梅禪」。弟子有法如、神秀等，皆傳化一方，有「十大弟子」之說，後傳法於六祖惠能。弘忍圓寂於咸亨五年，春秋七十四，葬於東山之岡。

## 传法
唐显庆五年(660年)，唐高宗遣使召弘忍入京，其固辞不赴；乃送衣药到山供养。龙朔元年(661年)，弘忍令会下徒众各作一偈，以呈见解，若语契符，即以衣法相付。上座神秀先呈偈说：“身是菩提树，心如明镜台，时时勤拂拭，莫使惹尘埃！”
惠能另作一偈：“菩提本无树，明镜亦非台，本来无一物，何处惹尘埃”。弘忍以惠能见解透彻，遂授以衣缽，叫他南归。
弘忍的禅学传自道信。道信自说他的法门：一依《楞伽经》以心法为宗，二依《文殊般若经》的一行三昧。因为禅宗“不立文字”，弘忍的著作，未见记载。仅《楞伽师资记》及《宗镜录》等，散录其法语。

## 師承
- 道信

## 弟子
弘忍門徒极多。其及门弟子，据《楞伽师资记》和《历代法宝记》所载有十一人，《景德传灯录》所载有十三人，《圆觉经大疏钞》及《禅门师资承袭图》所载有十六人，总计见于记载的约二十五人。

## 外部連結
- 禅宗五祖弘忍大师 （页面存档备份，存于）
- 中國佛教人物－弘忍 （页面存档备份，存于）